# 都市再生機構の開発事業
都市再生機構の開発事業（としさいせいきこうのかいはつじぎょう）は、日本住宅公団および都市再生機構がこれまでに実施した開発事業の一覧である。

## 北海道地方
- 篠路拓北土地区画整理事業（札幌市北区）
- 札幌創世1.1.1区（さんく）北1西1地区第一種市街地再開発事業（札幌市中央区）
- 札幌麻生団地（札幌市北区）
- 札幌新琴似四番通市街地住宅（札幌市北区）
- 札幌北二十四条市街地住宅および北区役所庁舎（札幌市北区）
- 札幌北十三条市街地住宅（札幌市北区）
- 札幌北十条市街地住宅（札幌市東区）
- 札幌北十一条市街地住宅および東区役所庁舎（札幌市東区）
- 札幌琴似市街地住宅（札幌市西区）
- 札幌琴似第二市街地住宅および西区役所庁舎（札幌市西区）
- 札幌山の手団地（札幌市西区）
- 新木の花団地（札幌市豊平区）
- 札幌平岸市街地住宅および豊平区役所庁舎（札幌市豊平区）
- 札幌西月寒団地（札幌市豊平区）
- 札幌月寒中央通市街地住宅（札幌市豊平区）
- 札幌豊平市街地住宅（札幌市豊平区）
- 羊ケ丘団地（札幌市豊平区）
- 円山北町団地（札幌市中央区）
- 札幌北一条市街地住宅（札幌市中央区）
- 札幌北十二条市街地住宅（札幌市中央区）
- 札幌狸小路市街地住宅（札幌市中央区）
- 札幌南三条第一市街地住宅（札幌市中央区）
- 札幌南三条第二市街地住宅（札幌市中央区）
- 札幌南三条第三市街地住宅および中央区役所庁舎（札幌市中央区）
- 薄野市街地住宅（札幌市中央区）
- 札幌北大通市街地住宅（札幌市中央区）
- 札幌創成橋市街地住宅（札幌市中央区）
- 東札幌六条団地（札幌市白石区）
- 菊水三条団地（札幌市白石区）
- 札幌菊水市街地住宅（札幌市白石区）
- 札幌本郷市街地住宅および旧白石区役所庁舎（札幌市白石区）
- 白石本通ハイツ（札幌市白石区）
- もみじ台西タウン団地（札幌市厚別区）
- あけぼの団地（札幌市南区）
- 澄川団地（札幌市南区）
- 五輪団地（札幌市南区）
- 大麻園町団地（江別市）
- 大麻宮町団地（江別市）
- 大麻中町団地（江別市）
- 花川中央団地（石狩市）
- 北広島駅前市街地住宅（北広島市）
- 北広島若葉町団地（北広島市）
- 北広島北進町団地（北広島市）
- 苫小牧旭町市街地住宅（苫小牧市）
- 函館赤川通団地（函館市）
- 函館湯の川市街地住宅（函館市）
- 函館川原町団地（函館市）

## 東北地方
- 八戸ニュータウン（青森県八戸市）
- 御所野ニュータウン（秋田市）
- 盛岡南新都市土地区画整理事業：ゆいとぴあ盛南、盛岡南新都市開発整備事業（盛岡市）
- 仙台市あすと長町土地区画整理事業（仙台市太白区）
- 将監団地（仙台市泉区）
- 仙台沖野団地（仙台市若林区）
- 仙台花壇団地（仙台市青葉区）
- 仙台宮城野団地（仙台市宮城野区）
- 仙台幸町団地（仙台市宮城野区）
- 仙台中山団地（仙台市青葉区）
- 仙台鶴ケ谷五丁目団地（仙台市宮城野区）
- 仙台鶴ケ谷団地（仙台市宮城野区）
- 仙台柏木一丁目団地（仙台市青葉区）
- タウンハウス鶴ケ谷西団地（仙台市宮城野区）
- 黒松団地（仙台市泉区）
- 蔵王みはらしの丘：旧地域振興整備公団の土地区画整理事業（山形市）
- いわきニュータウン（福島県いわき市）
- 会津喜多方中核工業団地造成事業（旧地域振興整備公団。福島県喜多方市）
- 相馬中核工業団地（福島県相馬市、旧地域振興整備公団）
- いわき好間中核工業団地（福島県いわき市、旧地域振興整備公団）

## 関東地方

### 茨城県
- 水戸駅南口土地区画整理事業（水戸市、1999年 - 2007年）
- 大生郷工業団地（水海道都市計画事業工業団地造成事業、常総市）
- 柏原工業団地（石岡都市計画事業工業団地造成事業、石岡市）
- 丘里工業団地（古河都市計画事業工業団地造成事業、古河市）
- 北利根工業団地（古河都市計画事業工業団地造成事業、古河市）
- 常総ニュータウン（取手市・守谷市・つくばみらい市・常総市）
- 筑波研究学園都市（つくば市）
- つくば・さくら団地（つくば市）
- つくば・吾妻一丁目団地（つくば市）
- つくば・春日団地（つくば市）
- つくば・松代三丁目団地（つくば市）
- つくば・二の宮団地（つくば市）
- つくば・二の宮第二団地（つくば市）
- つくば・並木四丁目団地（つくば市）
- つくば松代四丁目団地（つくば市）
- つくば松代四丁目第二団地（つくば市）
- 竹園団地（つくば市）
- 竹園第二団地（つくば市）
- 研究学園都市計画事業：研究学園駅周辺、研究学園葛城地区：つくばエクスプレス沿線のまちづくり、葛城一体型特定土地区画整理事業、上河原崎・中西特定土地区画整理事業（つくば市）
  - 取手都市計画事業北守谷特定土地区画整理事業：常総ニュータウン北守谷。施工区域計画決定は1971年（昭和46年）。関東鉄道常総線沿線の戸頭から、北守谷、大生郷、南守谷、絹の台、内守谷町きぬの里（小絹、水海道都市計画土地区画整理事業守谷土地区画整理事業）、下高井地区の計7地区で開発面積は約850ヘクタール、計画人口9万人規模。北守谷だけで約260.5ヘクタール など。ほかエコライフタウン薬師台、久保ケ丘、御所ケ丘、松前台など。
  - 取手都市計画事業南守谷特定土地区画整理事業：常総ニュータウン南守谷。約158.9ヘクタール、けやき台、松ケ丘など。公共施行、1979年 - 1988年。
  - 取手都市計画事業取手ゆめみ野地区下高井土地区画整理事業、常総ニュータウン下高井特定土地区画整理事業（仮称：たかいの里、取手市）
- 取手都市計画事業取手市浜田・上萱場土地区画整理事業：組合施行、1989年 -
- 取手都市計画事業守谷駅周辺一体型土地区画整理事業：守谷市。中央、松並、ブランズシティ守谷など
- 取手都市計画事業天王台駅土地区画整理事業
- 取手都市計画事業守谷町乙子高野土地区画整理事業：守谷町乙子高野土地区画整理組合、約33.0ha。美園「ヒルズ美園」など
- 取手都市計画事業守谷町工業団地土地区画整理事業：守谷市。四季の郷駅、四季の里公園、大木、緑ほか
- 取手都市計画事業守谷東特定土地区画整理事業：守谷市守谷東特定土地区画整理組合、約39.5ha。ひがし野、古城川、みずき野など
- つくばエクスプレスタウン（つくば市）
- 竜ヶ崎ニュータウン（龍ケ崎市）
- 竜ケ崎・牛久都市計画事業牛久市牛久北部特定土地区画整理事業：1992年 - 2007年
- エスカード牛久駅前ハイツ団地（牛久市）
- フローラルシティ南台（石岡市）
- アクティ佐貫団地（龍ケ崎市）
- 取手井野団地・戸頭団地（取手市）
- 取手井野第二団地（取手市）

### 栃木県
- 宇都宮テクノポリス地域・宇都宮テクノポリスセンター土地区画整理事業
- インターパーク宇都宮南
- 佐野新都市土地区画整理事業（佐野市）
- グリーンタウンしもつけ薬師川地区（下野市）

### 埼玉県
- むさし緑園都市
  - うらら花高坂（高坂駅東口第二地区：東松山市）
  - 高坂ニュータウン（高坂丘陵地区：東松山市）
  - 坂戸ニューシティにっさい（坂戸西部地区：坂戸市）
  - 北坂戸駅周辺地区（北坂戸地区：坂戸市）
  - 若葉駅周辺地区（富士見地区：坂戸市、鶴ヶ島市）
  - 川鶴グリーンタウン（川越・鶴ヶ島地区：川越市、鶴ヶ島市）
  - 川越ニューシティいせはら（霞ヶ関地区：川越市）
- 清久工業団地（久喜都市計画事業工業団地造成事業、久喜市）
- パークタウン五領（東松山市）
- 本庄早稲田の杜（本庄早稲田駅周辺土地区画整理事業、本庄市）
- さいたま都市計画事業岩槻南部新和西特定土地区画整理事業（さいたま市岩槻区）
- さいたま都市計画事業さいたま新都心土地区画整理事業（さいたま市中央区）
- さいたま都市計画事業大宮西部特定土地区画整理事業（さいたま市西区）
- アーベイン大宮（さいたま市北区）
- アーバンみらい東大宮（さいたま市見沼区）
- みそのウイングシティ : さいたま都市計画事業浦和東部第一特定土地区画整理事業（さいたま市緑区・岩槻区）
- さいたま都市計画事業浦和東部第二特定土地区画整理事業（さいたま市緑区）
- さいたま都市計画事業浦和南部土地区画整理事業（さいたま市南区・緑区）
- 西本郷団地（さいたま市北区）
- 越谷都市計画事業吉川駅南特定土地区画整理事業（吉川市）
- 桶川都市計画事業坂田西特定土地区画整理事業、坂田東特定土地区画整理事業（桶川市）
- ビュータワーおけがわ（桶川市）
- CF東鳩ヶ谷と「住塚」（川口市）
- エルメホール越谷（越谷市）
- 越谷都市計画事業越谷レイクタウン特定土地区画整理事業（越谷市）
- 越谷都市計画事業吉川駅南特定土地区画整理事業「吉川駅みなみ」
- ココネ上福岡（ふじみ野市）
- スクールメモリーズ（コンフォール上野台）（ふじみ野市）
- 西中央公園（霞ヶ丘団地建替事業）（ふじみ野市）
- 鶴瀬団地（富士見市）
- ビッグヒルズ飯能美杉台「季節を感じる街づくり」（飯能市）
- 上野台団地（ふじみ野市）
- 武里団地（春日部市）
- プラザシティ新所沢けやき通り（所沢市）
- みさと団地（三郷市）
- リボンシティ（川口市）
- 川口市立アートギャラリー”アトリア”（川口市）
- 吉川きよみ野  コミュニティ道路沿道地区（吉川市）
- 久喜パークタウン（久喜市）
- 春日丘工業団地（深谷市）
- 春日部小渕団地（春日部市）
- 庄和町総合公園（春日部市）
- 松伏ニュータウン（松伏町）
- 草加松原団地（草加市）
- 草加団地（草加市）
- 田園文化都市吉川きよみ野（吉川市）
- 東朝霞団地（朝霞市）
- 公団西大和団地（和光市）

### 千葉県
- 幕張新都心、幕張ベイタウン（千葉市美浜区）
- ちはら台：千葉市緑区・市原市）
- 千葉・市原開発事務所建物（市原市）
- 千葉市立小谷小学校（千葉市緑区）
- 千葉市立扇田小学校（千葉市緑区）
- 青葉の森の街（千葉市中央区）
- 千葉都市計画事業蘇我臨海土地区画整理事業
- 中心市街地と酒々井南部土地区画整理事業区域：都市再生機構が整備予定、南部新産業団地
- おゆみ野：千葉都市計画事業千葉東南部土地区画整理事業
- ベリータウンもねの里（四街道市、物井土地区画整理事業）
- 寺崎かずさアクアシティ：佐倉都市計画事業寺崎特定土地区画整理事業（佐倉市）
- 柏都市計画事業柏北部東地区一体型特定土地区画整理事業（柏市）
- 柏の葉 - 柏都市計画事業柏通信所跡土地区画整理事業（柏市）
- 緑が丘 - 西八千代北部土地区画整理事業、西八千代東部土地区画整理事業（八千代市）
- 八千代台団地（八千代市）
- 木更津都市計画事業金田西特定土地区画整理事業、木更津都市計画事業金田東特定土地区画整理事業（木更津市）
- 浦安東土地区画整理事業（浦安市）
- 若松団地（船橋市）
- 金杉台団地（船橋市）
- 芝山団地（船橋市）
- 高根台団地（船橋市）
- 習志野台団地（船橋市）
- 前原団地（船橋市）
- 行田団地（船橋市）
- 谷津パークタウン（習志野市）
- 袖ヶ浦団地（習志野市）
- 秋津住宅公団団地（習志野市）
- 香澄住宅公団団地（習志野市）
- 豊四季台団地（柏市）
- 小金原団地（松戸市）
- 常盤平団地（松戸市）
- 松戸沼南しいの木台（松戸市）
- ホームタウン野田亀山（野田市）
- 野田みずきの街（野田市）
- 千葉ニュータウン（北総鉄道・千葉ニュータウン鉄道, 船橋市・印西市・白井市）
- 鎌ケ谷都市計画事業新鎌ケ谷特定土地区画整理事業 （鎌ケ谷市）
- 千葉NT都心地区ビジネスモール（印西市）
- 印西牧の原駅駅舎（印西市）

### 東京都
- 小島町二丁目団地（江戸川区）
- 月島三丁目地区都市型住宅プラン検討
- 小岩駅周辺地区都市整備 (江戸川区)
- 東京都市計画事業有明北土地区画整理事業
- 品川シーサイドビュータワー・ビューガーデン（品川区）
- 品川区・大田区私鉄沿線エリア
- 汐留地区街並み整備
- アクティ汐留
- シーリアお台場三番街（港区）
- 新橋一丁目14番地区（港区）
- 白金台団地 (港区)
- 芝浦アイランド
- 天王洲ビュータワー
- 北日ヶ窪団地（港区）
- 勝どきビュータワー・晴海二丁目土地区画整理事業（中央区）
- 勝どき駅前地区第一種市街地再開発事業
- 晴海アイランドトリトンスクエア（中央区）
- 晴海団地（中央区）
- 東日本橋1丁目地区（中央区）
- 大川端リバーシティ21
- 大手町連鎖型都市再生プロジェクト
- リバーピア吾妻橋周辺地区（墨田区）
- 中野坂上サンブライトツインビル（中野区）
- 妙正寺川公園第一調整池（中野区）
- 文京グリーンコート（文京区）
- 北砂五丁目団地（江東区）
- 木場公園三好住宅（江東区）
- 東雲キャナルコート（江東区）
- 東雲キャナルコートCODAN（江東区）
- 豊洲2・3丁目土地区画整理事業（江東区）
- 豊洲3丁目地区住宅・都市基盤施設
- 豊洲五丁目地区（いすゞ跡地、江東区）
- 豊洲駅周辺地区（江東区）
- 潮見駅前商業施設検討（江東区）
- 亀戸西団地（江東区）
- シティコート大島（江東区）
- 桜上水公団希望が丘団地（世田谷区）
- 西経堂団地（世田谷区）
- 二子玉川団地（世田谷区）
- アクティ三軒茶屋（世田谷区）
- 世田谷区・目黒区私鉄沿線エリア土地有効利用事業検討
- 世田谷区役所周辺地区木賃整備事業検討（世田谷区）
- ハートアイランド新田一番街（足立区）
- 大谷田団地（足立区）
- 竹ノ塚（足立区）
- 花畑団地（足立区）
- 日の出町団地（足立区）
- 西新井団地（足立区）
- 南千住四丁目RF街区（足立区）
- 芦花公園団地
- 館ヶ丘団地
- 中目黒ゲートタウン（目黒区）
- 恵比寿ガーデンプレイス（目黒区）
- 外苑団地（渋谷区）
- 原宿団地（渋谷区）
- 光が丘（練馬区）
- 光ヶ丘団地・光が丘パークタウン（練馬区）
- 高島平（板橋区）
- パークサイド石神井（練馬区）
- 新宿アイランド（新宿区）
- 百人町三丁目地区事業化検討（新宿区）
- 神谷一丁目地区密集市街地整備
- プロムナード荻窪（杉並区）
- 成田東 - 阿佐ヶ谷住宅（杉並区）
- 荻窪団地（杉並区）
- 東池袋四丁目第2地区市街地再開発事業再開発ビル（豊島区）
- 上池袋1丁目東地区防災街区整備（豊島区）
- 明石町（旧二中跡地）開発
- 赤羽台団地（北区）
- 神谷一丁目（北区）
- 豊島四丁目地区整備計画（北区）
- 豊島五・六丁目地区土地区画整理事業（北区）
- 豊島八丁目団地（北区）
- 三田一丁目街づくり推進地区
- 神田神保町三丁目地区土地有効利用事業事業化検討（千代田区）
- 神田須田町一丁目14番地区（千代田区）
- 船堀一丁目団地環境整備基本設計
- 大谷田一丁目団地
- 大島六丁目団地
- 下馬三丁目地区開発構想
- 南台一・二丁目地区事業化方策
- 文京グリーンコート地区（文京区）
- 東立石四丁目周辺地区開発（葛飾区）
- 金町駅前団地・金町駅前市街地住宅（葛飾区）
- 亀戸市街地住宅・亀有駅周辺地区整備（葛飾区）
- 青戸団地（葛飾区）
- 蓮根団地（板橋区）
- 大谷口上町住宅改良計画（板橋区）
- 同潤会代官山アパートメントの記録保存と移築
- グリーンタウン武蔵村山（武蔵村山市）
- ヴィータ聖蹟桜ヶ丘（多摩市）
- 聖蹟桜ヶ丘OPA・聖蹟桜ヶ丘駅南地区市街地再開発事業（多摩市）
- 貝取北公園（多摩市）
- 谷戸公園（多摩市）
- 多摩ニュータウン：新住宅市街地開発事業および土地区画整理事業
- 多摩ニュータウンの緑とオープンスペース  （八王子市・稲城市・多摩市）
- 多摩ニュータウンファインヒルいなぎ向陽台（稲城市）
- 多摩ニュータウンライブ長池（八王子市）
- 館ケ丘団地（八王子市）
- 下柚木（八王子市）
- 長池見附橋（移設事業、多摩ニュータウンライブ長池）（八王子市）
- 多摩ニュータウン#八王子市にまたがる区域（八王子市）
- ビュータワー八王子（八王子市）
- 八王子ニュータウン（八王子市）
- グリーンヒル寺田（八王子市）
- みなみ野シティ（八王子市）
- 堀之内駅前センター施設の立地促進検討調査（八王子市）
- くじら橋（多摩ニュータウン稲城長峰）（稲城市）
- うまさん公園（稲城市）
- 稲城第2公園（稲城市）
- 多摩平団地（日野市ほか）
- グリーンバンクシステム（多摩平団地ほか、日野市ほか）
- 鶴川団地（町田市）
- 町田市鶴川第二地区地区計画土地区画整理事業（町田市）
- 藤の台団地（町田市）
- 町田山崎団地（町田市）
- 小山田桜台団地（町田市）
- 南台団地（東村山市）
- 旭ヶ丘団地（清瀬市）
- 神代団地（調布市・狛江市）
- ライフタウン国領・国領八丁目地区（調布市）
- ひばりが丘団地（東久留米市）
- ひばりが丘駅南口地区市街地再開発事業（東久留米市）
- 滝山団地（東久留米市）
- ファーレ立川（立川市）
- 立川都市計画事業（仮称）立川基地跡地昭島地区土地区画整理事業
- 立川都市計画事業立川基地跡地関連地区土地区画整理事業（旧称 - 立川基地跡地関連地区土地区画整理事業）
- 立川・昭島地域総合計画・事業計画
- 立川・八王子業務核都市圏域構想
- 武蔵野緑町団地・武蔵野緑町パークタウン（武蔵野市）
- サンヴァリエ桜堤  桜堤団地（武蔵野市）
- 牟礼団地（三鷹市）
- 三鷹台団地（三鷹市）
- エステート上水本町（小平市）
- 小平団地（小平市）
- 西国分寺ゆかり参番街（国分寺市）
- 昭島つつじが丘ハイツ（昭島市）
- 福生団地（福生市）
- 国立団地（国立北3丁目団地、国立市）

### 神奈川県
- アルテ横浜（横浜市神奈川区）
- 横浜都市計画事業横浜横浜みなとみらい21中央土地区画整理事業
- 横浜都市計画事業港北ニュータウン土地区画整理事業
- 横浜都市計画事業長津田特定土地区画整理事業：長津田みなみ台（玄海田）
- 横浜都市計画事業下長津田土地区画整理事業：いぶき野 - 東京急行電鉄ほかとの宅地開発
- 横浜都市計画事業洋光台土地区画整理事業
- 横浜都市計画事業港南台土地区画整理事業
- 横浜都市計画事業霧が丘土地区画整理事業
- 横浜都市計画事業鴨志田土地区画整理事業
- 横浜都市計画事業横浜北部新都市第一土地区画整理事業
- 横浜都市計画事業横浜北部新都市第二土地区画整理事業
- 横浜都市計画事業横浜北部新都市中央土地区画整理事業
- 横浜都市計画事業奈良土地区画整理事業
- クイーンズスクエア横浜（横浜市西区）
- 奈良北団地（横浜市青葉区）
- 花咲団地（横浜市西区）
- 金沢シーサイドタウン（横浜市金沢区）
- 辻堂団地（藤沢市）
- 海岸通団地（横浜市中区）
- 霧が丘（横浜市緑区）
- 公団たまプラーザ団地（横浜市青葉区）
- 野毛山住宅（横浜市西区）
- 山下町第二団地（横浜市中区）
- アーベインビオ川崎（川崎市幸区）
- 小杉御殿団地（川崎市中原区）
- 虹ヶ丘団地（川崎市麻生区）
- 川崎都市計画事業生田土地区画整理事業
- 川崎都市計画事業東生田土地区画整理事業
- 川崎都市計画事業菅土地区画整理事業
- 川崎都市計画事業西菅土地区画整理事業
- 川崎都市計画事業黒川特定土地区画整理事業
- ミューザ川崎（川崎市幸区）
- 横須賀港周辺地区（横須賀市）
- 平塚都市計画事業真田・北金目特定土地区画整理事業（平塚市）
- 伊勢原都市計画事業成瀬第二特定土地区画整理事業（伊勢原市）
- 藤沢都市計画事業藤沢市辻堂神台一丁目地区土地区画整理事業：関東特殊製鋼跡地、湘南C-X
- 善行団地（藤沢市）
- 厚木ニューシティー森の里（厚木市）
- 厚木都市計画事業鳶尾土地区画整理事業：厚木市
- 山崎団地（鎌倉市）

## 中部地方
- 南長野運動公園（長野市）
- 柏崎都市計画事業柏崎駅前土地区画整理事業（新潟県柏崎市）
- 長岡ニュータウン（新潟県長岡市）
- 新潟南団地（新潟市中央区）
- 教育大南ハイツ団地（新潟県上越市）
- 藤枝総合運動公園（静岡県藤枝市）
- 熱海梅園（静岡県熱海市）
- 可美公園（静岡県浜松市）
- 西遠広域都市計画事業浜北新都市土地区画整理事業：浜松市きらりタウン浜北
- 阿児文化公園
- 仰木地区公園
- 香寺町総合公園
- 三好ヶ丘
- 小野原東地区公園
- 神宮東パークハイツ
- 水際公園
- 相楽地区
- 高蔵寺ニュータウン（愛知県春日井市）
- 桃花台ニュータウン（愛知県小牧市）
- 滝呂住宅地
- グリーン・スパーク稲沢21：尾張西部都市拠点、稲沢操車場跡地、尾張西部都市拠点地区土地区画整理事業、稲沢市施行「下津陸田土地区画整理事業」
- 常滑公園（愛知県常滑市）
- 乙部ヶ丘（愛知県豊田市）
- アーバニア志賀公園（名古屋市北区）
- アーバンラフレ星ヶ丘（名古屋市千種区）
- アーバンラフレ鳩岡（名古屋市北区）
- アーバンラフレ鳴海（名古屋市緑区
- 白鳥パークハイツ
- 保見団地（愛知県豊田市）
- 鳴子団地（名古屋市緑区）
- 志賀団地（名古屋市北区）
- 鳴海団地（名古屋市緑区）
- 鳴海第二団地（名古屋市緑区）
- 江南団地（愛知県江南市）
- 豊明団地（愛知県豊明市）
- 豊明栄団地（愛知県豊明市）
- 相生山住宅（名古屋市天白区）
- 池下周辺地区（名古屋市千種区）
- 豊田市猿投公園（愛知県豊田市）
- 岡崎中央総合公園（愛知県岡崎市）
- 半田運動公園（愛知県半田市）
- 大府みどり公園（愛知県大府市）
- 千種二丁目地区循環型まちづくり（名古屋市千種区）
- 東濃研究学園都市
- 多治見都市計画事業滝呂土地区画整理事業
- 土岐プラズマリサーチパーク（岐阜県土岐市）

## 近畿地方
- 桑名ビジネスリサーチパーク（三重県桑名市）
- 桑名市播磨地区
- ゆめポリス伊賀クリエイトランド（三重県伊賀市）
- 蓮花寺地区公園
- 関西文化学術研究都市（けいはんな学研都市）
- 宇治市植物公園（京都府宇治市）
- 相楽都市計画事業木津中央地区土地区画整理事業：木津駅 (京都府木津川市)
- 恭仁ゾーン堤内地(鹿背山地区)公園（京都府）
- 金岡団地・サンヴァリエ金岡（京都府）
- 桂・御陵坂（京都府）
- 京都高野団地（京都府）
- 相楽地区公団施設（京都府）
- 木津南団地・木津南センター前地区（京都府相楽郡木津町）
- 綴喜都市計画事業南田辺北土地区画整理事業（京都府京田辺市）
- びわこサイエンスパーク（琵琶湖東部内陸開発調査計画、大津市）
- 大津湖岸なぎさ公園（大津市）
- レークピア大津仰木の里 大津市仰木土地区画整理事業（大津市）
- 伊香立緑の里土地区画整理事業（大津市）
- 伊香立地区伊香立公園・親自然型都市総合整備事業（大津市）
- ヴェルディール仰木（大津市）
- ガーデンハウス仰木（大津市）
- 甲賀市水口土地区画整理事業（滋賀県甲賀市）
- 甲賀市水口第二土地区画整理事業（滋賀県甲賀市）
- 伴谷公園（滋賀県甲賀市）
- 近江水口第二テクノパーク（滋賀県甲賀市）
- 北部大阪都市計画事業国際文化公園都市特定土地区画整理事業 : 彩都（大阪府茨木市）
- 北部大阪都市計画事業吹田操車場跡地土地区画整理事業
- 向ヶ丘第一団地
- 大阪駅北プロジェクト:北部大阪都市計画事業大阪駅北大深東地区土地区画整理事業
- 玉川1丁目地区（大阪市）
- 酉島リバーサイドヒルなぎさ街（大阪市此花区）
- 淀川リバーサイドタウン（大阪市北区）
- NEXT21 (大阪ガス) 202住戸（大阪市）
- 阪南団地（大阪市阿倍野区）
- 森之宮スカイガーデンハウス（大阪市）
- 西長堀アパート（大阪市西区）
- プロムナーデ関目・関目第2団地（大阪市）
- シャレール関目（大阪市）
- シャレール東豊中（大阪府豊中市）
- アルビス旭ヶ丘団地（大阪府豊中市）
- 千里緑丘（大阪府豊中市）
- 千里ニュータウン（大阪府豊中市）
- ベルマージュ堺（堺市）
- 新金岡団地（堺市北区）
- 泉北鴨谷台3丁目（堺市）
- 泉北団地（堺市）
- 大仙公園（堺市）
- 鳳防災公園（堺市）
- ガーデンハウスいぶき野（大阪府和泉市）
- 金剛東ニュータウン
- トリヴェール和泉（大阪府和泉市）
- 香里住宅団地
- 総持寺公団住宅（大阪府茨木市・高槻市）
- 高槻・阿武山一番街（大阪府高槻市）
- 高槻・阿武山六番街（大阪府高槻市）
- 高槻インターチェンジ周辺地域整備構想（大阪府高槻市）
- 赤大路移管公園（大阪府高槻市）
- 若山台第4団地（大阪府三島郡）
- 若山台中央（大阪府三島郡）
- 田原台（大阪府四條畷市）
- パークヒルズ田原（大阪府四条畷市）
- 釈尊寺団地（大阪府枚方市）
- 枚方長尾地区公園緑地（大阪府枚方市）
- 箕面おのはらアートアベニュー（大阪府箕面市）
- 東大利スクエアタウン (大阪府寝屋川市)
- サンヴァリエ東長居（大阪市住吉区）
- 鈴蘭台団地（神戸市北区）
- 新多聞地区（神戸市垂水区）
- 真美ヶ丘（奈良県香芝市・奈良県北葛城郡広陵町）
- HAT神戸・灘の浜（神戸市）
- 住吉駅東地区（神戸市）
- ひようご東条ニュータウン・インターパーク南山の里
- 神戸ハーバーランド（神戸市）
- 神戸リサーチパーク鹿の子台（神戸市）
- 神戸リサーチパーク上津台（神戸市）
- 神戸リサーチパーク赤松台（神戸市）
- 神戸研究学園都市学園南地区土地区画整理事業（神戸市垂水区）
- 長田苅藻（神戸市）
- 南芦屋浜震災復興公営住宅・南芦屋浜復興公営集住街区（神戸市）
- 阪神・淡路大震災の復興市街地整備（神戸市）
- ガーデンハウス鹿の子台（神戸市）
- 仁川駅前地区市街地再開発事業（兵庫県西宮市）
- 鷹取駅北団地（神戸市）
- 武庫川住宅（兵庫県西宮市）
- 都通四丁目街区共同再建事業（神戸市）
- 長田御船通1丁目団地（神戸市）
- 名谷公園前広場（神戸市須磨区）
- キャナルタウンウエスト（神戸市）
- ガーデンシティ舞多聞（神戸市垂水区）
- 神戸多聞団地（神戸市）
- グリーンヒルズ東舞子（神戸市垂水区）
- 神戸三田国際公園都市・センチュリー大橋（兵庫県三田市）
- 三田カルチャータウン、集合住宅（兵庫県三田市）
- 三田あかしあ台（兵庫県三田市）
- 北摂三田ウッディタウン（兵庫県三田市）
- 北摂ニュータウン南地区第5住区（兵庫県三田市）
- ゆめのくにこうえん全域（兵庫県三田市）
- 藤原地区藤原山公園（兵庫県三田市）
- 北摂市北播磨余暇村公園（兵庫県三田市）
- 北摂中央公園（兵庫県三田市）
- 北摂三田テクノパーク工業団地（阪神間都市計画事業工業団地造成事業、兵庫県三田市）
- 北摂フラワータウン4区（兵庫県三田市）
- 志染団地（兵庫県三木市）
- 尼崎駅周辺地区・尼崎駅北団地（兵庫県尼崎市）
- 尼崎金楽寺（兵庫県尼崎市）
- 西宮マリナパークシティ（兵庫県西宮市）
- 西宮名塩ニュータウン：創造の丘ナシオン地区・シェラピア東山台（兵庫県西宮市）
- 浜甲子園さくら街
- 藤原台
- ウッディタウン、集合住宅（兵庫県三田市）
- ガーデンハウス鹿の子（神戸市）
- シュラビア東山五番街
- ひよどり台団地（神戸市北区）
- 西神南団地（神戸市西区）
- 紀ノ光台
- グラディーナ学園前（奈良市）
- 紀寺団地（奈良市）
- 奈良青山（奈良市）
- 平城・相楽ニュータウン（奈良市、京都府木津川市・相楽郡精華町）
  - コンフォールかぶと台（京都府木津川市）
- 学園前グリーンポリス・グラディーナ学園前
- 橿原運動公園（奈良県橿原市）
- 大和高田市総合公園（奈良県大和高田市）
- ガーデンハウス光明台（大阪府和泉市）
- アルビス旭ケ丘・旭ヶ丘団地（大阪府豊中市）
- 針中野団地（大阪府大阪市東住吉区）
- 男山団地（京都府八幡市）
- 津久野南（堺市西区）
- 落合団地（神戸市須磨区）

## 中国・四国地方
広島県
- 広島駅周辺地区整備
- 広島宇品地区開発・住宅供給方策検討・修復型まちづくり計画
- 広島市二葉の里地区土地区画整理事業
- 天満町アパート岩崎ビル（広島市）
- 賀茂学園都市・広島中央テクノポリス建設（東広島市）
- 東広島ニュータウン（東広島市）
- 高陽金平団地
- 高陽団地
- 高陽真亀団地
- 天満町団地
- 鈴ヶ峰住宅
- 西白島団地
- 白島北町団地
- タカノバシ団地
- 廿日市ニュータウン（廿日市市）

山口県
- 宇部新都市土地区画整理事業（宇部市、地域振興整備公団が整備）

島根県
- 松江市新市街地開発事業地区検討（松江市）
- ふるさとの顔づくりモデル土地区画整理事業

鳥取県
- 津の井ニュータウン（鳥取市、地域振興整備公団が整備）
- 新津ノ井工業団地（鳥取市、地域振興整備公団が整備）

愛媛県
- 今治新都市地区土地区画整理事業

香川県
- 新宇多津都市（宇多津町）
- 屋島第1団地

## 九州地方
福岡県
- 北九州学術研究都市土地区画整理事業（北九州市）
- 香椎副都心土地区画整備事業（福岡市）
- 香椎団地（福岡市）
- シーサイドももち（福岡市）
- 千里土地区画整理事業（福岡市）
- ホテル海の中道（福岡市）
- 四箇田団地（福岡市早良区）
- 大橋団地（福岡市南区、現存しない）
- 福岡東部中核工業団地造成事業（行橋市、旧地域振興整備公団）
- 下大利団地（大野城市）
- 日の里団地
- 塔原・杉塚地区宅地整備
- 天拝坂配水塔
- 前原地区多久北新地線街づくり
- エアロギャラリーデューン

鹿児島県
- 鴨池新町・鴨池ニュータウン・鴨池二丁目住宅（鹿児島市）

長崎県
- 長崎駅周辺地区土地区画整理事業

宮崎県
- 宮崎学園都市開発整備

佐賀県
- 鳥栖北部丘陵新都市：弥生が丘（鳥栖市・基山町、旧地域振興整備公団）

沖縄県
- 那覇広域都市計画事業那覇新都心土地区画整理事業（那覇市）
- 首里城の歴史的建造物の復元整備（那覇市）